# ニカウ
ニカウ（本名：ンハウ・トマ、Nǃxau ǂToma、不詳 - 2003年7月5日）は、ナミビアの俳優。

## 来歴
生年月日はパスポートには1943年12月16日と記載されていたが、これは、パスポート作成の際に生年月日を記載する必要があるため係員が便宜的に書いたものとされており、実際の生年月日は不詳である。公的記録によると出生地はオチョソンデュパ州のTsumkwe村である。
南アフリカ共和国の映画『ミラクル・ワールド ブッシュマン』シリーズ（原題：en:The Gods Must Be Crazy）の主演者。「ナミビアで一番有名な俳優」として語り継がれている。同映画の第1作（1981年）は、アフリカのカラハリ砂漠に住むサン人の村に飛行機から捨てられたコーラ瓶を巡っての混乱を描いたコメディーであり、世界的な大ヒットでシリーズ化し、中華圏でも人気を博して香港や中国で非公式の続編3作も撮られて第5作（1994年）まで製作された。日本でも「ニカウさん」の愛称で人気者となり、1983年に来日している。
映画の中の裸同然の姿が話題を呼んだが、実際は庭師で小学校の校庭で映画制作者にスカウトされた時はTシャツを着ていた。ただ、部族の伝統として狩猟は実際に継承されていた。2003年、薪を拾いに行ったまま帰らず、捜しに来た家族に亡くなっている所を発見された。死因は結核によるものであると考えられている。死亡時の年齢は59歳と推定される。

## 映画出演
- 『ミラクル・ワールド ブッシュマン』（DVD邦題『コイサンマン』） 1981年
- 『コイサンマン』（DVD邦題『コイサンマン2』） 1989年
- 『ミラクル・ワールド ブッシュマン3』（DVD邦題『ブッシュマン ニカウさん中国へ行く』） 1994年
- 『ブッシュマン4 ホンコン大パニック！』 1993年
- 『コイサンマン、キョンシーアフリカへ行く』（DVD邦題『ブッシュマン キョンシーアフリカへ行く』） 1991年

## テレビ出演
- 『ムツゴロウとゆかいなブッシュマン』、フジテレビ
- 『夜のヒットスタジオ』1983年3月21日、フジテレビ
- 『春のひょうきん族スペシャル』1983年4月、フジテレビ
- 『ひらけ!ポンキッキ』コーナー「ブッシュマンとあそぼう」、フジテレビ
- 『世界ウルルン滞在記』「アフリカのブッシュマンに…加藤晴彦が出会った」1996年4月、TBSテレビ

## CM出演
- ソニー ウォークマン（1983年）
- 大塚食品『シンビーノ』